# Egron Lundgren
Egron Sellif Lundgren (Stockholm, 1815. december 18. – Stockholm, 1875. december 16.) svéd festő és író.
Egron Lundgren a svéd akvarellfestészet atyjának nevezhető. Kezdetben olajjal festett zsáner- és történelmi képeket a kor szellemében. Itáliai, spanyolországi, egyiptomi és indiai utazásai alatt azonban rátalált igazi műfajára, az akvarellfestészetre, amit aztán mesteri színvonalra fejlesztett. Az 1850-es évek derekán Londonban telepedett le, ahol portréfestőként aratott sikereket.

## Élete és munkássága
Eleinte műszaki tanulmányokat folytatott. 1835-ben húszéves korában lett a stockholmi Királyi Szépművészeti Akadémia hallgatója. Ennek elvégzése után 1839-ben Párizsba utazott, ahol Léon Cogniet irányításával folytatta tanulmányait két éven át. Ezután nyolc évet Itáliában élt és alkotott. Itt hagyott fel az olajfestészettel és szentelte munkásságát az akvarellfestészetnek. Később Spanyolországba, majd Angliába utazott. Londonban rendeléseket kapott Viktória brit királynőtől is udvari képek elkészítésére is.
1858-ban az indiai háború kirobbanásakor megbízást kapott, hogy a hadjáratokról, mintegy haditudósítóként, rajzokat készítsen.  Mintegy 500 képpel tért vissza Londonba, ahol nagy sikert aratott velük és tagja lett az akvarellfestők 30 tagú királyi társaságának (Royal Watercolour Society).

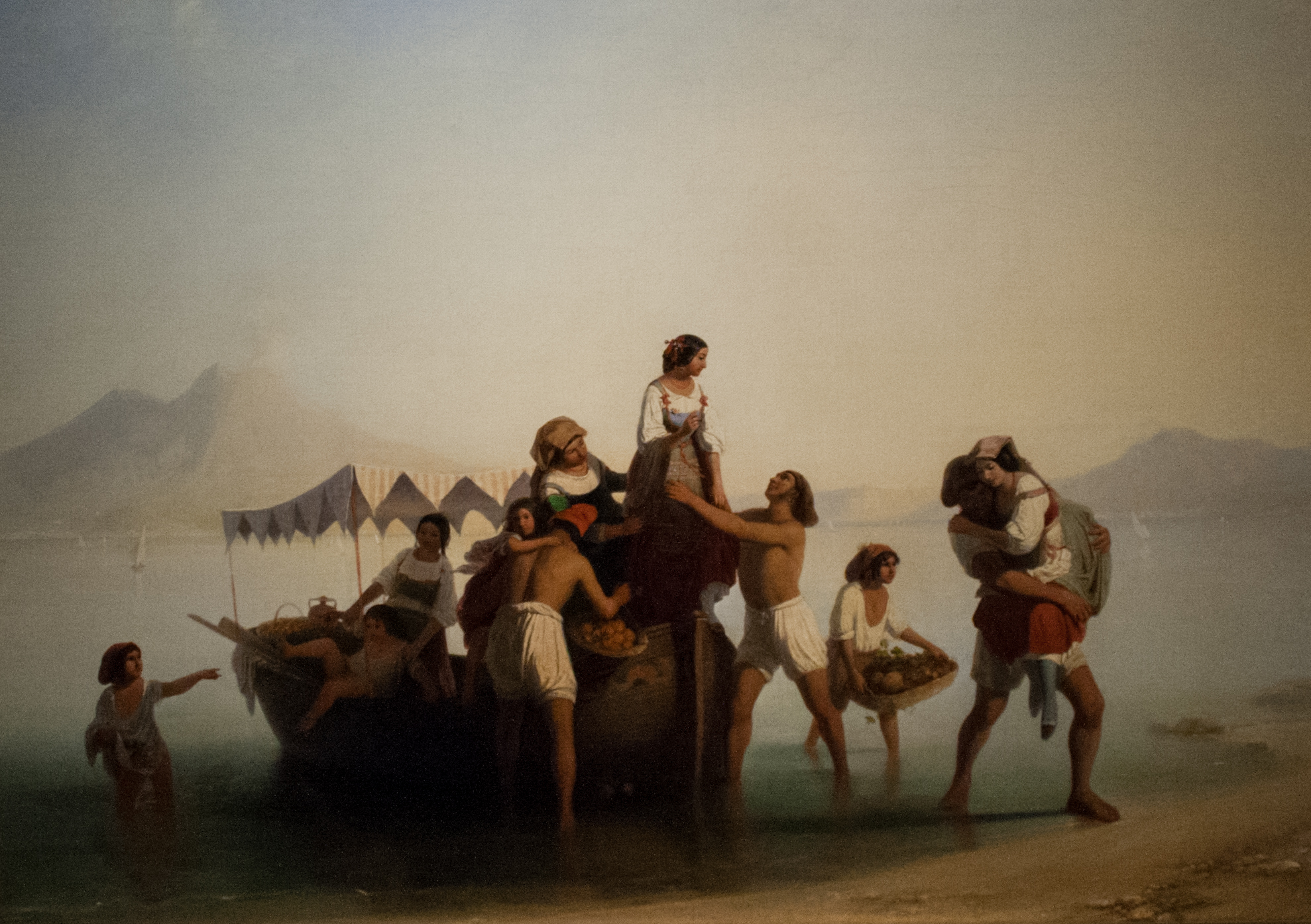
Nápolyi gyümölcsárusok érkezése

1860-ban tért haza Svédországba, ahol szellemes útleírásaival hasonló sikert aratott, mint Londonban festészetével. Később megint útnak indult, felkereste Egyiptomot, Spanyolországot és újra Angliát.
Stílusára jellemzőek a finom színek és árnyalatok, a gyorsan, néhány vonással létrehozott kompozíció.
1876-ban emlékére a stockholmmi művészeti akadémia létrehozta a róla elnevezett érmet, amivel a legjobb svéd akvarellfestőket tüntették ki.